# Мокрий Володимир
Володи́мир Мо́крий (пол. Włodzimierz Mokry; 18 квітня 1949, Драва) — український науковець, славіст, публіцист, політичний і громадський діяч, лідер українського громадського руху. Професор Ягеллонського університету, керівник Кафедри Українознавства Ягеллонського університету (Краків, Польща). Фундатор і керівник Фундації Святого Володимира Хрестителя Київської Руси (пол. Fundacja św. Włodzimierza Chrzciciela Rusi Kijowskiej).

## Біографія
Народився 18 квітня 1949 р. у Драві (Drawie), але його рідня була виселена. Початкову школу закінчив у Ольштині у 1962 р., а у 1966 р. — ліцей в Легниці. У 1972 р. у Ягеллонському університеті одержав магістерський диплом з історії східнослов'янської літератури. У 1978 р. отримав докторський ступінь з гуманітарних наук. Його творчі зацікавлення — культурно-літературне життя українців у Галіції у XIX ст. З 1997 р. — доктор габілітований. Тема його роботи — філософсько-релігійний романтизм Шевченка, Костомарова, Шашкевича. Титул професора одержав у 2002 році.
У 1987 році заснував у Кракові Фундацію Святого Володимира Хрестителя Київської Руси і за це, а також за багаторічну плідну наукову і громадську роботу спрямовану на українсько-польське порозуміння одержав нагороду Іоана Павла II. Фундація створена для підтримки і популяризації української науки і християнської культури, що спрямовано на взаєморозуміння і поєднання поляків та українців. В рамках Фундації діє видавництво «Швайпольт Фіоль», Галерея українського образотворчого мистецтва, Музей ікон, бібліотека, читальня, книгарня «Нестор», українська кав'ярня.
Володимир Мокрий — кандидат від «Солідарності» до Сейму Польської Народної Республіки 1989 р. Як згадує В. Мокрий: "Моя виборча кампанія була несамовита… Мав багато зустрічей. Напевно близько 140, по чотири, п'ять щоденно… " За нього проголосувало 60,1 % (33142 голосів) виборців з Гожувського воєводства. Таким чином Володимир Мокрий був обраний до складу польського Сейму Х-го скликання.
Володимир Мокрий — лауреат міжнародної нагороди Фундації Крижанівських (1992), лауреат Незалежної Фундації Сприяння Польській Культурі POLCUL FOUNDATION (1997); за діяльність по українсько-польському зближенню має нагороду Krzyżem Kawalerskim Orderu Odrodzenia Polski (1998). Член Польського Сейму у 1989—1991 роках. Завідувач кафедри україністики Ягеллонського університету в 1999—2003 роках. Від 2004 року — керівник новоствореної кафедри українознавства на факультеті міжнародних і політичних студій Ягеллонського університету.

## Творчий доробок Володимира Мокрого
В. Мокрий — багатогранний науковець, дослідник, організатор. Його праці присвячені літературознавству, історії українства на Західних землях, зокрема тих, що сьогодні є в складі Польщі. Мокрий — редактор ряду видань, основні з них ми перераховуємо нижче.
Книги (монографії, розвідки тощо):
- Церква в житті українців (Львів—Краків—Париж, 1993);
- Література і філософсько-релігійна думка українського романтизму: Шевченко, Костомаров, Шашкевич (Literatura i myśl filozoficzno-religijna ukraińskiego romantyzmu. Szewczenko, Kostomarow, Szaszkiewicz (Kraków 1996));
- Від Іларіона до Сковороди (Od Ilariona do Skoworody. Antologia poezji ukraińskiej XI—XVIII wieku (Kraków 1996));
- Руська Трійця («Ruska Trójca» Karta z dziejów życia literackiego Ukraińców w Galicji w pierwszej połowie XIX wieku (Kraków 1997));
- Папські послання Івана Павла II до українців (Papieskie posłania Jana Pawła II do Ukraińców (Kraków 2001));
- Україна Василя Стефаника (Ukraina Wasyla Stefanyka (Kraków 2001));
- Апостольське слово Івана Павла II в Україні 2001 року (Apostolskie Słowo Jana Pawła II na Ukrainie w 2001 roku (Kraków 2002));
- Духовні джерела помаранчової революції в Україні (Duchowe źródła pomarańczowej rewolucji na Ukrainie w 2004 roku (Kraków 2006));
- Собори київської русі як опора духу в житті українського народу та в листі «Orientale Lumen» святого Івана Павла II (Sobory Rusi Kijowskiej jako opoka ducha w życiu narodu ukraińskiego i w Liście «Orientale Lumen» świętego Jana Pawła II (Kraków 2014));
- Mokry W. Taras Szewczenko w kręgu lektur biblijnych // Zeszyty Naukowe KUL. — 1982. — № 2-4. –S. 115—147.
- Mokry W. Taras Szewczenko i jego przestrzeń wolności wewnętrznej // Ethos. — 1988. — № l. — S. 109—119.
- Mokry W. Romantyczna myśl ukraińska Bractwa Cyrylo-Metodiańskiego // Dziedzictwo misji słowiańskiej Cyryla i Metodego. Materiały z sesji naukowej w WSP w Kielcach 4–5 XII 1985 / Red. Cz.Bartula. — Kielce, 1988. — S. 97–122.

Редактор періодичних видань: «Краківські українознавчі зошити» («Krakowskie Zeszyty Ukrainoznawcze»), альманахів «Між сусідами», «Краківські горизонти» («Między Sąsiadami», «Horyzonty Krakowskie»).
Володимр Мокрий реалізує сьогодні ряд видавничих проектів і має багато планів на майбутнє.